# 马可楼 (宁波)
马可楼是浙江省宁波市的一座历史建筑，位于江北区槐树路121号。宁波市基督教三自爱国运动委员会设于此处。

## 历史
1845年，美北长老会最早派往中国的传教士之一麦嘉缔，在江北岸的槐树路创办崇信义塾，是中国最早的教会学校之一。该校于1867年迁往杭州，改名为育英义塾，即之江大学的前身。1845年7月19日，长老会传教士柯理夫妇将印刷机器从澳门运到宁波，在卢氏宗祠遗址开办花华圣经书房。长老会传教士丁韪良（W.A.P.Martin）于1850年来宁波后，1851年2月在槐树路63号建成宁波第一个礼拜堂（槐树堂）。
槐树路沿江洋房，在建造沿江公园时大多被拆。现保留四幢洋房，列为宁波市文物保护点,其中包括槐树路121号基督教会旧址，即马可楼，现为宁波市基督教协会所在地，中西合璧建筑，麦嘉缔曾在此翻译宁波话圣经，开办崇信义塾。
在槐树路77号与解放桥之间，曾有已消失的2处重要建筑：槐树路63号长老会礼拜堂，以及崇德女校旧址。